# Olle Boström
Alf Olov Egil „Olle”"Boström (ur. 31 marca 1926 w Forshadze, zm. 31 lipca 2010 tamże) – szwedzki łucznik.

## Życiorys
Z zawodu był mechanikiem. Przez długi czas pracował na tym stanowisku w Nobelgymnasiet w Karlstad.
2 listopada 1953 wraz z Åke Nordmarkiem założył klub Älvenäs BK, który reprezentował do końca kariery. Przez 43 lata był również jego przewodniczącym i sekretarzem.
W 1968 został brązowym medalistą mistrzostw Europy w zawodach indywidualnych, a cztery lata później został mistrzem kontynentu w zawodach drużynowych. W 1972 wystąpił również na igrzyskach olimpijskich, na których zajął 27. miejsce w zawodach indywidualnych z 2347 punktami. Szwedzki obóz znajdował się 100 m od miejsca masakry, która odbyła się w trakcie igrzysk.
W czasie kariery ustanowił 1 halowy rekord świata, 19 rekordów Szwecji i 85 rekordów regionu Värmland.
Po zakończeniu kariery został trenerem. Jego podopiecznymi były m.in. bliźniaczki Jenny i Ulrika Sjöwall.
Był żonaty z Ullą, z którą miał córki Monę i Helenę oraz syna Gerta.
Zmarł 31 lipca 2010 w Forshadze.